# Esther (oratorio)
Esther (HWV 50) è un oratorio di Georg Friedrich Händel. È generalmente riconosciuto come il primo oratorio inglese. Händel trasse il libretto dal precedente dramma Esther, dello scrittore francese Jean Racine (1639-1699) sul personaggio biblico di Ester. Il lavoro era stato originariamente composto nel 1718, ma fu completamente rivisto in un oratorio completo nel 1732.

## Masque (1718, revisionato nel 1720)

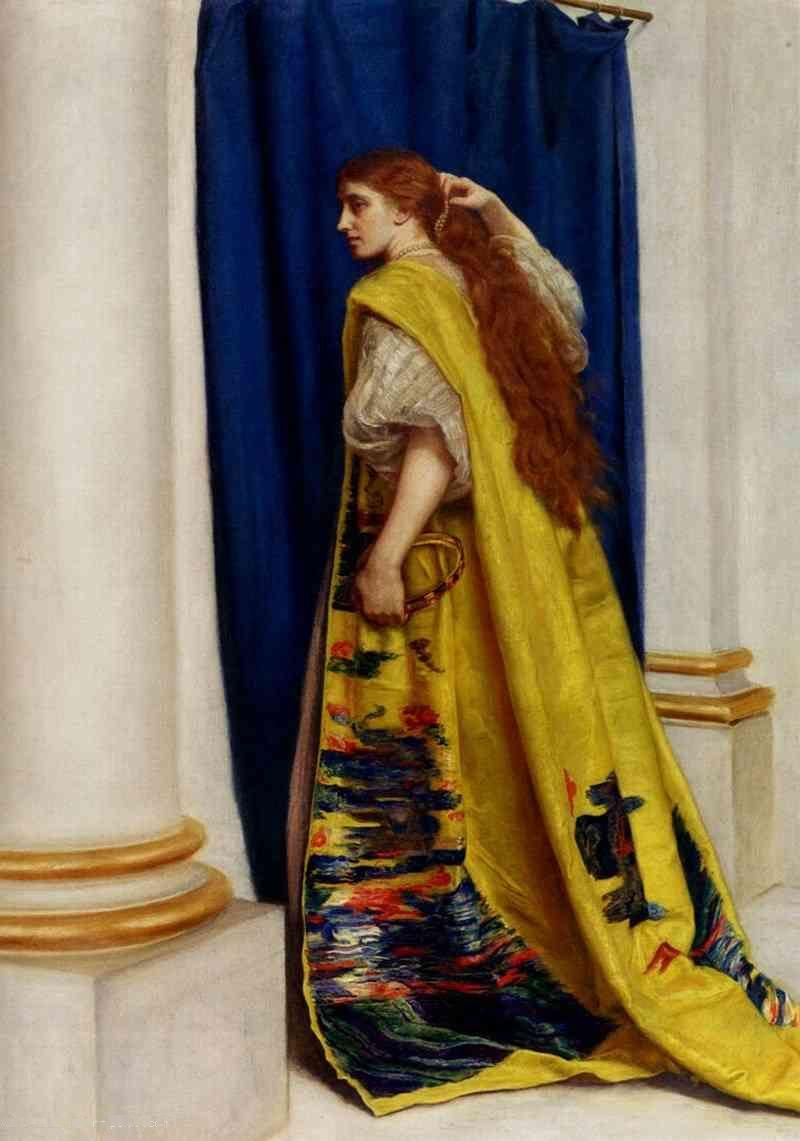
Esther di John Everett Millais

Esther ha iniziato nel 1718 come un masque, o dramma da camera (HWV 50a), composto all'inizio della carriera inglese di Händel e prima della parte centrale del suo successo come compositore d'opera. Fu dapprima composto ed eseguito a Cannons, dove James Brydges, Duca di Chandos, aveva ingaggiato Händel dal 1716 al 1718 come compositore residente per scrivere per i cantanti e per la piccola orchestra del suo mecenate. Poco si sa di questa prima versione di Esther. La versione rimasta è quella revisionata nel 1720, probabilmente destinata agli spettacoli privati a Cannons, dove il ricchissimo Duca di Chandos impiegava un gruppo di musicisti e cantanti, e dove Aci e Galatea, primo lavoro vocale non religioso di Händel in lingua inglese, debuttò nel 1718. la versione Cannons di Esther era in sei scene senza pausa e scritto per un insieme di un soprano, un contralto, due tenori e due bassi. Come Aci e Galatea, Esther potrebbe essere stato messo in scena o in forma semi-scenica, con i solisti che cantano insieme per creare un coro quando richiesto. La prima esecuzione scenica in tempi moderni è stata prodotta dal teatro comunale Abbado di Ferrara nel 2018, per la direzione di Nicola Valentini e la regia di Marco Bellussi.
L'autore del libretto è incerto.

### Trama

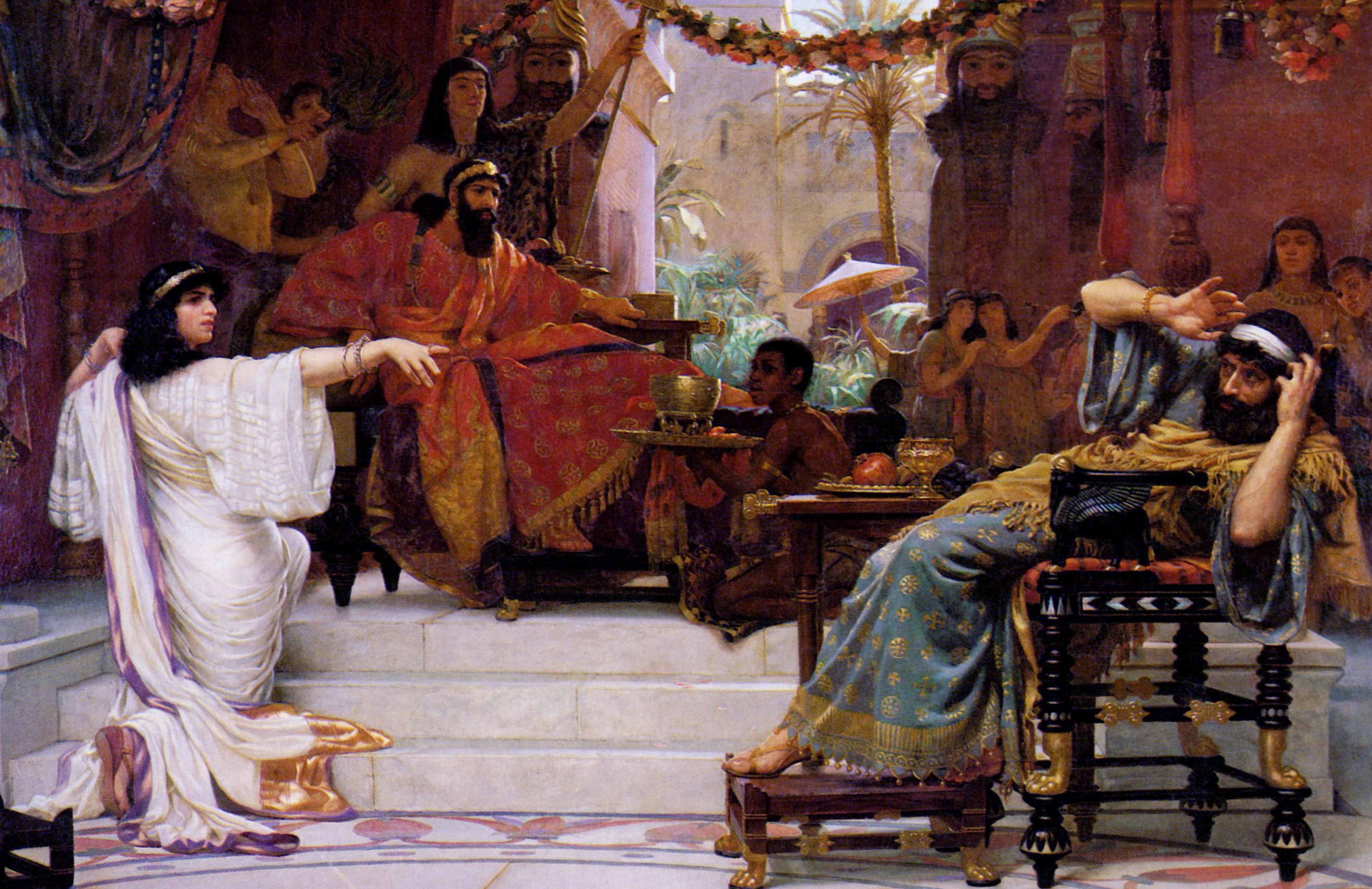
Ester denuncia Aman, di Ernest Normand (1857-1923)

Ester, un'orfana ebrea, viveva con il suo familiare Mardocheo, un consigliere di Re Assuero di Persia. Mardocheo aveva scoperto e impedito un complotto per assassinare il Re. Assuero, dopo aver respinto la sua moglie precedente, aveva scelto Ester come sua sposa. Il Primo Ministro, Aman, si infuriò quando Mardocheo rifiutò di piegarsi a lui, affermando che si sarebbe inchinato solo al suo Dio. La prima versione di Esther si apre con Aman che decide di ordinare lo sterminio di tutti gli ebrei in tutto l'impero persiano, come rappresaglia per l'insulto di Mardocheo contro di lui. Gli ebrei, nel frattempo, stanno celebrando la nomina di Ester come Regina di Persia, ma la loro felicità si trasforma in lutto quando sentono la notizia che è stata ordinata l'uccisione di tutti gli ebrei. Ester chiede a Mardocheo perché sta mostrando il lutto, dato che è vestito di sacco e cenere e lui le rivela che il Re ha seguito il consiglio del suo primo ministro di ordinare lo sterminio degli ebrei. Chiede a Ester di fare appello al marito perché annulli l'ordine, ma lei spiega che è vietato sotto pena di morte, avvicinarsi al Re senza essere stati chiamati da lui. Lei decide di assumersi questo rischio in ogni caso e va dal Re, che perdona la sua violazione del protocollo, avvicinandosi a lui senza invito ed concede che lei faccia la sua petizione. Ester richiede solo che il Re e Aman siano presenti ad un banchetto, ospitati solo da lei. Alla cena, Ester ricorda al Re che Mardocheo gli aveva salvato la vita e rivela la sua origine ebraica. Lei dice al Re che l'ordine di sterminare gli ebrei è diretto contro Mardocheo e se stessa. Aman aveva preparato una forca su cui impiccare Mardocheo, ma il Re ordina che Aman stesso venga giustiziato lì. Gli ebrei rendono grazie a Dio per la loro liberazione.

### Caratteristiche musicali
Fra le arie è degna di nota "Tune your harps with cheerful noise", accompagnata da un pizzicato d'archi; Una vera arpa viene utilizzata in orchestra in questa aria. Il lavoro si conclude con un movimento corale lungo e grandioso.

## Oratorio (1732)

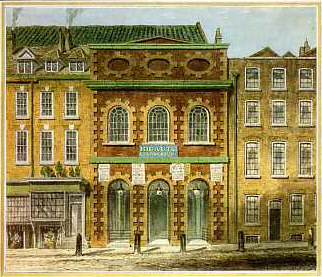
King's Theatre di Londra Haymarket, dove fu eseguita per la prima volta la versione 1732 di Esther

Nel 1731 Händel aveva trascorso più di dieci anni nella composizione di opere italiane per Londra, presentando stagioni delle sue opere nei teatri di Londra. All'epoca non esisteva nessun sistema di diritti d'autore o copyright ed essendo stata ottenuta una copia della partitura di Esther, fu eseguita la versione 1720, pare in una versione teatrale, dai ragazzi cantori della Cappella Reale alla taverna Crown e Anchor, un locale popolare per la musica, ed ebbe molto successo. Un membro della famiglia reale chiese ad Händel di eseguire Esther nel teatro in cui venivano eseguite le opere, ma il vescovo di Londra, Edmund Gibson, non avrebbe permesso che delle storie bibliche fossero mostrate sul palcoscenico. Pertanto, Händel decise di presentare Esther in forma di concerto, in aggiunta alla stagione d'opera 1732, con i cantanti che attualmente apparivano nelle opere italiane ma senza alcun scenario o azione teatrale, e in una forma in tre atti, rivista con testo aggiuntivo da Samuel Humphreys. Il lavoro fu estremamente popolare e così, quasi per caso, fu inventata la forma dell'oratorio inglese.
Gli inni di incoronazione che Händel aveva scritto per l'incoronazione di Giorgio II nel 1727, con la loro grande orchestra e gli ammassi corali, avevano avuto un impatto enorme e le locandine che pubblicizzavano gli spettacoli di Esther del 1732 annunciavano: "La musica sarà disposta alla maniera di un Servizio di Incoronazione". Le opere italiane di Händel erano grandemente incentrate sulle arie solistiche per i virtuosismi dei cantanti, senza cori in più, mentre per la revisione di Esther, furono aggiunti gli inni incoronazione My Heart is Inditing e una versione di Zadok the Priest. I loro grandi cori e gli effetti orchestrali grandiosi con trombe e tamburi erano molto diversi da quello che il pubblico di Londra avevano sperimentato nelle opere italiane di Händel. Esther ebbe molto successo, Händel riprese il lavoro in molte successive stagioni di Londra e si rivelò il prototipo di una lunga serie di simili oratori drammatici in inglese del compositore.

Le locandine anche dichiaravano "N.B. Non ci sarà alcuna azione sul palco, ma il teatro sarà predisposto decentemente per il pubblico." Un libellista anonimo pensò che a questa nuova forma di intrattenimento, con le stelle della lirica italiana sedute sul palco in abiti contemporanei, cantando in un inglese storpiato, fosse piuttosto difficile abituarsi:
James Murray racconta come un aneddoto della prima esecuzione del 1732 che i cantanti stranieri alteravano il testo, l'aria che dice "I come my queen to chaste delights" ("Vengo mia regina a caste delizie") si ascoltava come se dicesse "I comb my queen to chase the lice" ("Mi pettino mia regina per cacciare i pidocchi"), secondo il racconto di un contemporaneo.

### Cast della prima

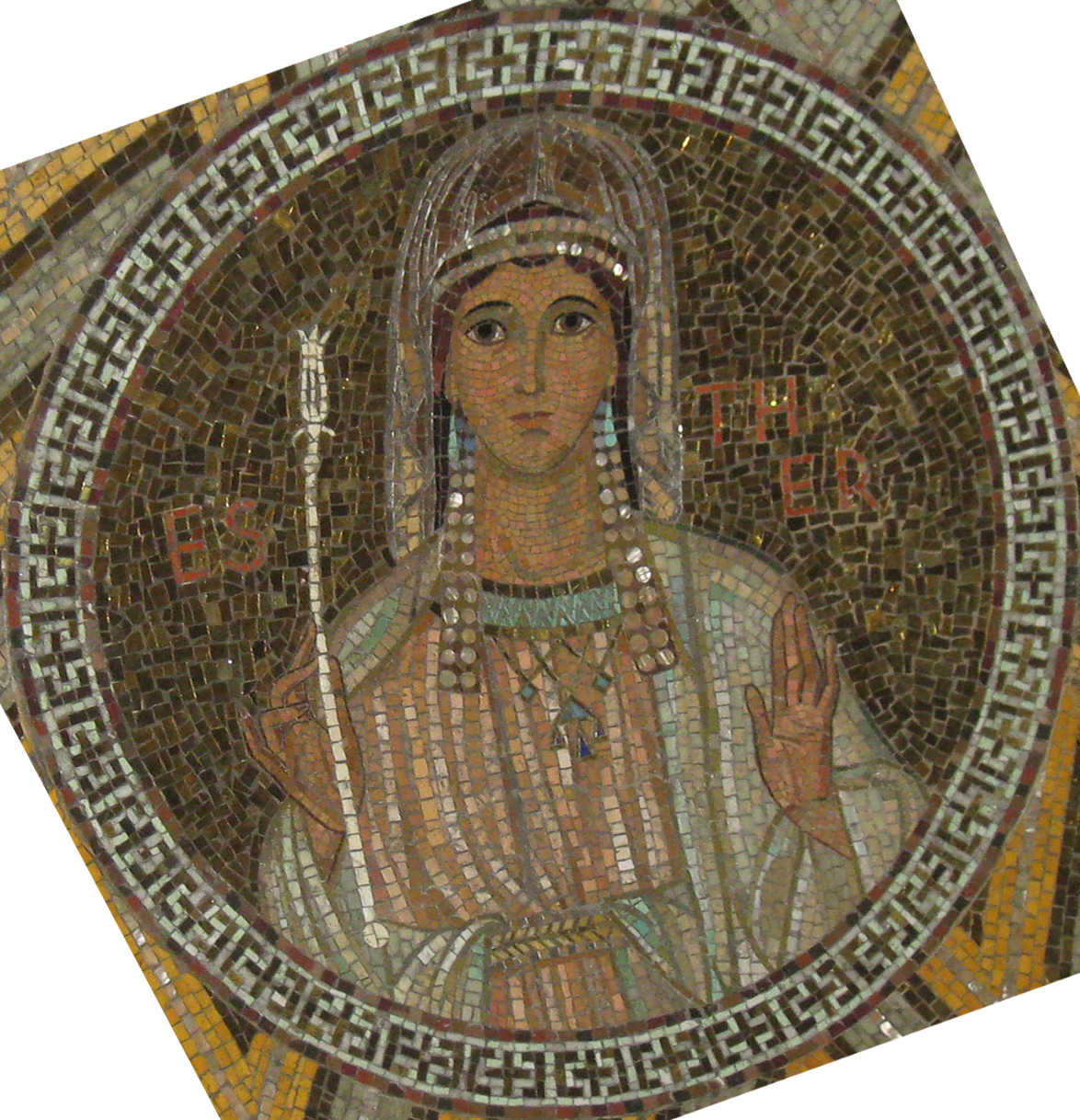
Ester, mosaico nella Basilica della Dormizione di Maria sul Monte Sion a Gerusalemme

| Ruolo                 | Interprete          |
| --------------------- | ------------------- |
| Ester                 | Anna Maria Strada   |
| Assuero, Re di Persia | Senesino            |
| Mardocheo             | Francesca Bertolli  |
| Aman                  | Antonio Montagnana  |
| Habdonah              | Francesca Bertolli  |
| Donna Israelita       | Ann Turner Robinson |
| Primo Israelita       | Mrs. Davies         |

### Trama

#### Atto I
Ester e suo padre adottivo Mardocheo sono entusiasti per l'elevazione di Ester a Regina di Persia. Nel frattempo, il primo ministro Aman, offeso dal rifiuto di Mardocheo di rendergli omaggio per motivi religiosi, convince il Re Assuero a ordinare lo sterminio di tutti gli ebrei seguaci di Mardocheo in tutto l'Impero (che a quel tempo comprendeva Gerusalemme e la Giudea). Ester e il popolo ebraico stanno rendendo grazie a Dio perché Ester è diventata Regina, quando Mardocheo porta la notizia che l'ordine reale di sterminare gli ebrei è stato emanato e la loro felicità si trasforma in lutto.

#### Atto II

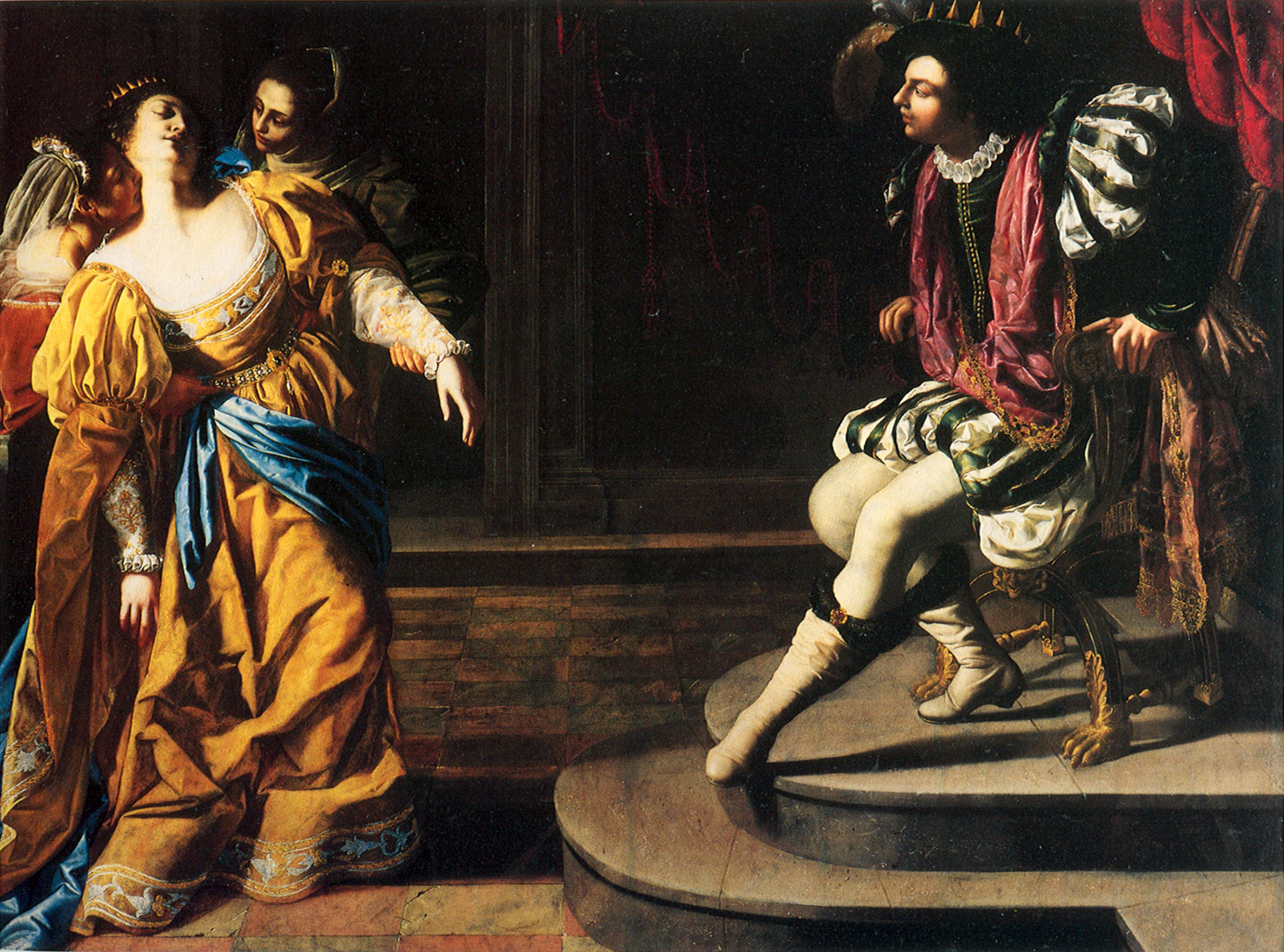
Ester e Assuero, di Artemisia Gentileschi

Mardocheo chiede ad Ester di appellarsi al marito Re per annullare il suo ordine per lo sterminio degli ebrei, ma Ester spiega che a lei, come a tutti gli altri, è vietato, sotto pena di morte, avvicinarsi al Re senza suo esplicito invito. Tuttavia, per la supplica di Mardocheo, decide di rischiare l'ira del Re. Il popolo ebraico prega che la sua missione di misericordia abbia successo. Quando Ester si confronta con il Re, egli è in un primo momento dispiaciuto e lei sviene. Il coro commenta che la sua grazia saprà sicuramente addolcire il cuore del Re alla fine.

#### Atto III
Mardocheo e il popolo ebraico sono fiduciosi che Dio verrà in loro aiuto e che la preghiera di Ester al Re avrà successo. Negli appartamenti del Re Assuero ora dichiara che darà ad Ester tutto ciò che vorrà. Ester rivela le sue origini ebraiche e sottolinea che l'unico obiettivo dell'ordine di Aman per lo sterminio degli ebrei è danneggiare lei stessa e Mardocheo, che in precedenza aveva salvato la vita del Re. Il Re è colpito con orrore ed ordina di giustiziare Aman. Aman si appella ad Ester per essere perdonato, ma lei lo disprezza. Gli ebrei offrono magnifici canti di lode a Dio per la loro salvezza.

### Caratteristiche musicali
Notevoli tra i pezzi aggiunti per il 1732 è l'arioso di apertura per Ester, "Breathe soft ye gales", scritto per archi e due dei fagotti, flauti dolci e oboi. I fiati e gli archi sono in un primo momento divisi in numerose parti diverse, mentre suonano su uno sfondo di gruppi di strumenti del basso continuo in contrasto fra loro, che comprendono organo, clavicembalo, tiorba e arpa. Gli strumenti poi si uniscono tutti per creare una tessitura musicale lussureggiante.

## Registrazioni

### Versione del 1718 dopo la revisione del 1720
- Patrizia Kwella (Ester), Anthony Rolfe Johnson (Assuero), Ian Partridge (Mardocheo), David Thomas (Aman), Emma Kirkby (Donna Israelita), Drew Minter (Sacerdote). Conduttore Christopher Hogwood, Academy of Ancient Music Orchestra e Coro. L'Oiseau-Lyre 4144232, realizzazione del 1985.
- Lynda Russell (Ester), Tom Randle (Assuero), Mark Padmore (Mardocheo), Michael George (Aman), Nancy Argenta (Donna Israelita), Michael Chance (Sacerdote). Conduttore Harry Christophers, The Symphony of Harmony and Invention e The Sixteen. Coro COR16019, realizzazione del 1996.

### Prima versione ricostruibile (Cannons), 1720
- Susan Hamilton (Ester), James Gilchrist (Assuero), Nicholas Mulroy (Mardocheo), Matthew Brook (Aman), Electra Lochhead (Israelita), Robin Blaze (Sacerdote). Conduttore John Butt, Dunedin Consort Orchestra e Coro. Linn Records CKD 397, realizzazione del 2012.

### Versione del 1732 che include due Inni per Incoronazione
- Rosemary Joshua (Ester), James Bowman (Assuero), Susan Bickley (Mardocheo), Christopher Purves (Aman), Rebecca Outram (Donna Israelita). Conduttore Laurence Cummings London Handel Orchestra e Coro. Somm SOMM238/9, realizzazione del 2007.